# Nigel Johnson (cầu thủ bóng đá)
Nigel Johnson (sinh ngày 23 tháng 6 năm 1964) là một cựu cầu thủ bóng đá người Anh thi đấu ở Football League cho Rotherham United và Manchester City.